# Praefectus fabrum
El prafecetus fabrum ('prefecte dels artesans') era un oficial militar romà que tenia sota el seu comandament als treballadors i artesans de l'exèrcit com els fusters, ferrers, i altres (Fabri), i al seu torn estava sota l'autoritat del cap militar.
Flavi Renat Vegeci diu que hi havia un praefectus fabrum per cada legió romana, però cap inscripció associa un prefecte amb una legió determinada. Per tant, és més probable que fos l'enginyer en cap de l'exèrcit. La feina dels fabri consistia en reparar les armadures malmeses i construir i mantenir en bon ordre el material de setge habitual, i també construir ponts i fins i tot supervisar les operacions mineres. Per això el praefectus fabrum era un càrrec de la màxima confiança i importància.
També hi havia oficials civils a Roma i a les ciutats municipals, anomenats praefecti fabrum, però no sabem res de la seva feina més enllà del seu nom.